# Gianfranco Dell'Alba
Gianfranco Dell'Alba (născut la 14 iunie 1954) este un politician  italian, fost membru al Parlamentului European în perioada 1999 - 2004 din partea Italiei. 
1. ↑  Deputații în Parlamentul European